# Bołat Sakajew
Bołat Sagymalijewicz Sakajew (ros. Болат Сагымгалиевич Сакаев; ur. 9 lutego 1993) – kazachski zapaśnik walczący w stylu wolnym. Zajął siódme miejsce na mistrzostwach świata w 2018. 
Złoty medalista mistrzostw Azji w 2023 i srebrny w 2025. Brązowy medalista igrzysk Solidarności Islamskiej w 2017 i akademickich MŚ w 2016. Mistrz Azji juniorów w 2013 roku.